# Oddziały Szturmowe Gwardii Hlinki
Szturmowe Oddziały Gwardii Hlinki (słow. Pohotovostné Oddiely Hlinkovej Gardy, POHG) – elitarne oddziały zbrojne paramilitarnej Gwardii Hlinki podczas II wojny światowej.

## Historia
Szturmowe Oddziały Gwardii Hlinki powstały 8 września 1941 r. Były to specjalne oddziały Gwardii Hlinki, których członkowie byli przeszkoleni przez SS w Niemczech. Do poszczególnych oddziałów byli przydzieleni oficerowie SS jako doradcy. Rekrutowały się one z najbardziej fanatycznych i wiernych członków Gwardii Hlinki. Ich zadaniem był udział w prześladowaniach ludności żydowskiej na Słowacji, a w późniejszym okresie zwalczanie partyzantki wespół z oddziałami niemieckimi. 
Po wybuchu słowackiego powstania narodowego 29 sierpnia 1944 r., Niemcy na początka września tego roku dozbroili i wyposażyli je, a następnie skierowali do walki z powstańcami. Dopuściły się one wielu zbrodni na swoich pobratymcach. Oddziały POHG, zorganizowane w kompanie i bataliony polowe, osiągnęły ogółem liczebność ok. 3,5–5 tys. ludzi. Na ich czele stał gen. Otomar Kubala. Spośród ich członków rekrutowały się inne kolaboracyjne oddziały zbrojne do zadań specjalnych, jak Abwehrgruppe 218 (Kampfgruppe „Edelweiß”), czy SS-Jagdgruppe 232 „Slowakei”. 
Po stłumieniu Powstania Słowackiego na pocz. listopada 1944 r., oddziały POHG zostały przeorganizowane. Część z nich wysłano na szkolenie do Niemiec, po zakończeniu którego przeformowano w pułk grenadierów Waffen-SS i włączono w skład SS-Kampfverband „Wallenstein” jako Slowakei Grenadier Regiment Nr. 1 „Hlinka Garde” pod dowództwem SS-Obersturmbannführera Waltera Demesa. Pozostałe oddziały wraz z niemieckimi oddziałami okupacyjnymi aktywnie zwalczały partyzantkę. Represjonowały też ludność cywilną podejrzaną o pomoc lub sprzyjanie partyzantom. 
Oblicza się, że żołnierze oddziałów POHG odpowiadają za śmierć ok. 4 tys. cywilów. Wiele tysięcy ludzi skierowali do obozów koncentracyjnych. Szczególnie złą sławę zyskała 5 kompania polowa POHG (ok. 150 ludzi) pod dowództwem ppor. Jozefa Nemsili, stacjonująca w miejscowości Považská Bystrica. Po zakończeniu wojny wielu b. żołnierzy POHG zostało aresztowanych i skazanych na karę śmierci, np. gen. O. Kubala. Niektórym udało się zbiec na Zachód, np. ppor. J. Nemsili.

## Umundurowanie i uzbrojenie
Do wybuchu Słowackiego Powstania Narodowego oddziały POHG były umundurowane w czarne uniformy Gwardii Hlinki, później też w uniformy policji niemieckiej. Do walki z powstańcami Niemcy jednolicie umundurowali je w uniformy wojskowe. Na lewym rękawie żołnierze oddziałów POHG nosili czarne opaski z napisem w kolorze białym lub srebrnym POHOTOVOSTNÝ ODDIEL HG lub HLINKOVA GARDA. Natomiast na ramionach mieli czarne pagony. Nosili czechosłowackie hełmy wz. 32. 
Żołnierze POHG byli uzbrojeni w broń produkcji czechosłowackiej i niemieckiej (karabiny wz. 24, karabiny maszynowe wz. 26, karabiny Mauser wz. 98, pistolety maszynowe MP 40 i MP 41, karabiny maszynowe MG 34 i MG 42, Panzerfausty), ale też sowieckiej (pepesze).